# Szymon Dubnow
Szymon Dubnow (jid. ‏שמעון דובנאוו‎, ros. Семен Маркович Дубнов; ur. 29 sierpnia?/10 września 1860 w Mścisławiu, zm. 8 grudnia 1941 w Rydze) – żydowski historyk, pisarz i działacz polityczny.
Szymon Dubnow był teściem Henryka Erlicha, przywódcy Bundu.

## Życiorys
Urodził się w dużej, ale biednej rodzinie w białoruskim mieście Mścisław (niedaleko Mohylewa), gdzie początkowo odebrał tradycyjne żydowskie wychowanie w chederze i jesziwie. Później uczył się w państwowej szkole żydowskiej, gdzie posiadł umiejętność posługiwania się językiem rosyjskim. Dubnow nie ukończył jednak nauki w tej instytucji, ponieważ została ona wkrótce zlikwidowana na mocy carskiego ukazu. Z tego powodu uczył się później historii, filozofii i lingwistyki sam. W tym czasie zafascynował go Heinrich Graetz i ruch Wissenschaft des Judentums.
W 1880 roku użył podrobionych dokumentów, dzięki którym dostał się do Petersburga (w tym czasie Żydom nie wolno było zamieszkiwać w Rosji poza tzw. strefą osiedlenia). W tym czasie zaczął pisać do prasy, zwłaszcza do czołowego żydowsko-rosyjskiego magazynu Woschod. W 1890 roku zmuszony był jednak udać się do Odessy, gdzie kontynuował swe badania nad żydowską historią i kulturą. W krótkim czasie stał się niekwestionowanym autorytetem w tych dziedzinach.
Dubnow aktywnie uczestniczył w społecznym i politycznym życiu Imperium Rosyjskiego. Postulował modernizację żydowskiej edukacji, organizowanie oddziałów samoobrony przeciwko antyżydowskim pogromom. Wzywał także do przyznania Żydom pełni praw, włączając w to prawo wyborcze. W 1906 roku zezwolono mu na powrót do Sankt Petersburga, gdzie założył Żydowskie Towarzystwo Historyczno-Etnograficzne. Wydawał tam również kwartalnik „Jewriejskaja Starina” (lata 1909-1918). Także w 1906 roku założył Żydowską Partię Ludową, w której główną ideologią był żydowski autonomizm. Ta koncepcja Dubnowa była głoszona przez ruch fołkistowski, który z powodzeniem wysuwał kandydatów w wyborach parlamentarnych i lokalnych w międzywojennej Litwie i Polsce. Od 1917 roku Dubnow był wykładowcą w petersburskim Instytucie Studiów Żydowskich.
W 1922 roku wyemigrował do Kowna, a później znalazł się w Berlinie. Jego głównym dziełem z tamtego okresu było dziesięć tomów Historii narodu żydowskiego, po raz pierwszy opublikowane w Niemczech w latach 1925-1929.
W sierpniu 1933 roku, po dojściu Adolfa Hitlera do władzy, Dubnow przeniósł się do Rygi. III Rzesza zajęła Łotwę w lipcu 1941 roku, w wyniku czego Szymon Dubnow, wraz z tysiącami innych Żydów, znalazł się w ryskim getcie. W tym czasie, zgodnie z wspomnieniami osób, które go wówczas spotykały, zwykł powtarzać: Jidn, szrajbt un farszrajbt (jid. Żydzi, piszcie i zapisujcie.).
8 grudnia 1941 roku Dubnow miał zostać wywieziony razem z innymi Żydami z getta do lasu Rumbula. Jednak ze względu na to, że był zbyt chory, aby transportować go na miejsce kaźni, został zamordowany w getcie ryskim i pochowany w masowej mogile. Obecnie jest patronem szkoły żydowskiej w Rydze.

## Poglądy
Dubnow był twórcą koncepcji żydowskiego autonomizmu, nazywanego także „nacjonalizmem diaspory”. Twierdził, że Żydzi są narodem, który musi dążyć do „duchowej autonomii”. Zdaniem Dubnowa, byli oni wówczas narodem niezależnym w sensie duchowym, społecznym i kulturalnym, ale nie polityczno-terytorialnym. Stąd też konieczna jest pielęgnacja języka jidysz, jako podstawowego czynnika kulturotwórczego. Z tego względu postulował autonomię kulturową dla Żydów żyjących w diasporze.
Dubnow miał ambiwalentny stosunek do syjonizmu. Uważał, że ideologia ta nie doprowadzi do rozwiązania problemów żydowskich, ale popierał niektóre działania syjonistów, np. w dziedzinie tworzenia szkół żydowskich. Sprzeciwiał się także asymilacji. Program autonomizmu żydowskiego został inkorporowany przez wiele organizacji żydowskich, głównie lewicowych, takich jak np. Bund, ale pozostawał domeną przede wszystkim fołkistów. Po doświadczeniach holocaustu utracił jednak swe znaczenie.

## Praca naukowa
Szymon Dubnow uważany jest za klasyka nowoczesnej historiografii żydowskiej. W swoich badaniach posługiwał się metodą opierającą się na interpretacji socjologicznej materiału źródłowego. Zajmował się przede wszystkim historią takich ruchów jak chasydyzm, sabataizm i frankizm.
Główne dzieła:
- Die neueste Geschichte des jüdischen Volkes (t. 1-3, 1920–1923),
- Die Weltgeschichte des jüdischen Volkes (t. 1-10, 1925–1929),
- Geschichte des Chassidismus (t. 1-2, 1931).